# За 12 тисяч років

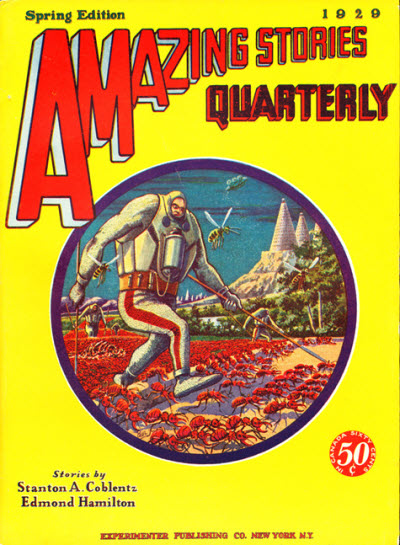
За 12 тисяч років спочатку з'явився у весняному випуску 1929 року журналу «Amazing Stories Quarterly».

«За 12 тисяч років» (англ. After 12,000 Years) — науково-фантастичний роман Стентона А. Кобленца. Вперше опублікований окремою книгою в 1950 році видавництвом Fantasy Publishing Company, Inc. тиражем 1000 примірників, 750 з яких вийшли в твердій палітурці. Ллойд Артур Ешбах вважав роман одним з найкращих, опублікованих FPCI. Містить одну з найхимерніших та найцікавіших футуристичних фантазій автора, роман спочатку з'явився у весняному випуску 1929 року журналу «Amazing Stories Quarterly». Роман був скорочений для публікації FPCI. Еверет Ф. Блайлер вважав, що скорочена версія має бути розгорнутішою.

## Сюжет
Роман розповідає про Генрі Мервіна, який після участі в експерименті опиняється на 12 тисяч років у майбутньому. Взятий в полон расою гігантів, він змушений піклуватися про їх домашніх тварин-комах. Він закохується в партнерку по ув'язненню Луеллан, але його полонителі не дозволять їм одружитися. Замість цього він змушений йти на війну з їх комахами. Зрештою, комахи ростуть до такого розміру, що вони захоплюють більшу частину землі. Мервін повертається на допомогу Луеллен, втікаючи з нею до себе додому в Борнео.

## Відгуки
Гроф Конклін з «Гелексі сайнс фікшн» у 1951 році сказав, що «За 12 тисяч років» «був одним із найцікавіших і найправдоподібніших антиутопій останніх років». Незважаючи на звучання «набагато страшнішого», ніж авторська версія 1928 року, «ідеї в книзі є правдоподібними — більше, на мою думку, сьогодні, ніж коли книга була написана», - сказав він, порівнюючи правила майбутнього суспільства з «1984» та «Великою брехнею» Адольфа Гітлера. Конклін підсумував: «Не помиляйся — це не один з геніальних творів наукової фантастики, але воно свіже і повне незручних уявлень про майбутнє».
Р.Д. Маллен у 1975 році відзначив, що, хоча роман «переважає «Прекрасний новий світ» в деяких відносинах і «1984» в інших», його стилістична слабкість робить невдалою соціальну сатиру і тому «роман не може викликати ні сміху, ні жаху — або, принаймні, не зможе це зробити у будь-якого досвідченого читача». Блейлер описував це як «суттєву атаку на західну культуру, мілітаризм та військову істерію», зазначивши, що «опис мурашникового суспільства та багато маленьких дотиків, що характеризують садистську експлуатацію, сильніші, ніж сюжетна лінія».